# Francolí
Il Francolí è un fiume della Catalogna che si ritiene sia originato alla confluenza del fiume Milans col burrone di Tillar nei pressi delle Montagne di Prades e che sfocia nel mar Mediterraneo a Tarragona.
Sfruttato già dei tempi dei Romani (che lo conoscevano col nome di Tulcis), come testimonia la presenza dell'acquedotto Ferreres, Si tratta di un fiume con una portata irregolare che ha causato diverse inondazioni nella provincia di Tarragona tra cui quelle occorse nel 1792, nel 1843, nel 1874, nel 1930 e nel 1994.